# Théodore de Mayerne
Théodore Turquet de Mayerne (Ginebra, 28 de septiembre de 1573 - Chelsea, 22 de marzo de 1655) fue un médico y químico ginebrino que promovió las teorías de Paracelso. En Francia, fue «médecin ordinaire» (médico ordinario) del rey Enrique IV, y luego en Inglaterra, «premier médecin» (primer médico) de Jacobo I y de sus sucesores, Carlos I y Carlos II. Como químico, trabajó con artistas para desarrollar nuevos pigmentos, y también fue el primero en descubrir un «aire inflamable», que luego se llamaría hidrógeno.

## Familia y estudios

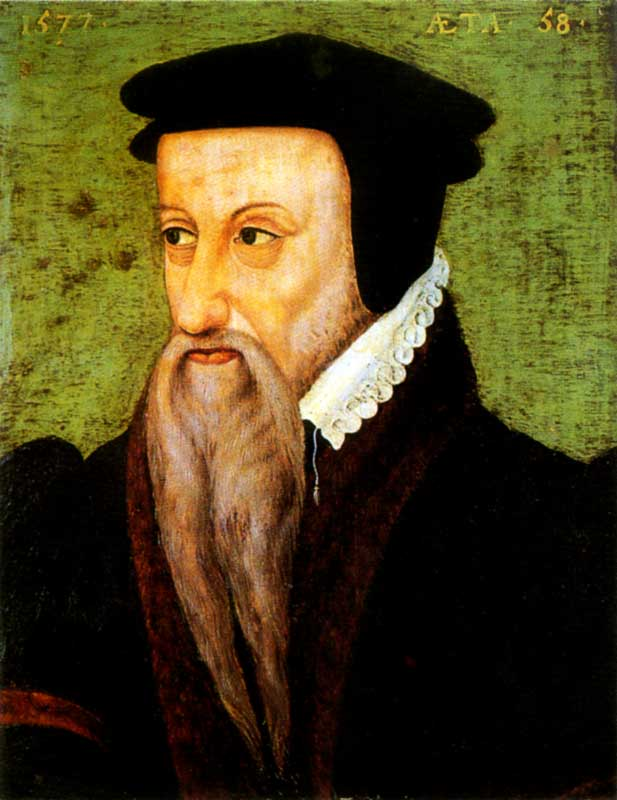
Théodore de Bèze, padrino de Mayerne.

Théodore nació en una familia protestante en Ginebra. Su padre, Louis, era un historiador hugonote francés que había huido de Lyon tras la masacre de San Bartolomé y su padrino, a quien debía su nombre, no era otro que el teólogo Théodore de Bèze. Su abuelo Étienne había llegado de Chieri, en el Piamonte, antes de establecerse en Lyon para comerciar con seda y pescado en la esquina de las calles de Saônerie y Chêvrerie. El nombre de familia era entonces «Turchetti» que luego se convirtió en «Turquet» al cruzar los Alpes; también hay en Lyon, un extinto Turquet. Theodore más tarde afirmó que su bisabuelo se llamaba Jacques de Mayerne, conocido como Turquet, y que el escudo de armas de la familia se remontaba al emperador Federico Barbarroja.
Mayerne estudió primero en Ginebra y luego en la Universidad de Heidelberg antes de asistir a la escuela de medicina en Montpellier donde se graduó en 1596 y luego se doctoró en 1597. Su tesis, dirigida por Joseph du Chesne, trató sobre el uso de remedios químicos en la medicina y esa fue la primera revelación de su interés en las teorías paracelsianas.
En mayo de 1599, Mayerne se unió a Henri de Rohan, un noble hugonote muy poderoso en Bretaña, en su grand tour por Europa, visitando Alemania, Italia, Bohemia, los Países Bajos, Inglaterra y Escocia. Durante su visita a Londres en octubre de 1600, Rohan y Mayerne fueron recibidos por la reina Elizabeth I en su corte, y en noviembre de 1600, cuando llegaron a Edimburgo, fueron recibidos por el rey Jacobo VI, antes de regresar a Francia a principios de 1601. A pesar de su austero calvinismo, Mayerne admiró enormemente las numerosas obras de arte y arquitectura que vio en sus viajes por Alemania e Italia, especialmente las pinturas de Albrecht Dürer y el gabinete de curiosidades guardadas por el duque de Baviera en su Kunstkammer de Múnich.

## Carrera

### En Francia
En 1598, Mayerne se instaló en París, donde abrió una práctica médica e impartió dio cursos de anatomía y de farmacia. Esto desagradaba a la facultad de medicina de París, que consideraba que competía con su propia enseñanza. En ese momento, ya apoyaba las tesis de Paracelso y usaba remedios químicos, escribiendo informes detallados sobre sus pacientes, entre ellos Armand du Plessis, más adelante cardenal Richelieu, a quien trató de gonorrea en 1605. En la disputa secular sobre los remedios del antimonio, se puso del lado de los partidarios de esta medicina química, que le valió la ira de Jean Riolan (1577-1657), entonces profesor de la facultad de Medicina de París.
En 1600, el primer médico del rey Enrique IV, el hugonote Jean Ribit de la Rivière (1571-1605) logró que Mayerne se convirtiera en uno de los médicos ordinarios del rey.. Sus otras actividades se vieron frustradas porque no era católico y porque la mayoría de los médicos franceses seguían los principios de Galeno. En 1603, trató de sostener su punto de vista frente a la facultad, afirmando en su Apologia in qua videre est inviolatis Hippocratis et Galeni legibus, que no se oponía ni a los galénicos, ni a los principios de Hipócrates. Sin embargo, la facultad logró cerrar su curso. A pesar de la oposición de la facultad, Mayerne conservó los favores del rey, quien le encargó que acompañase al duque de Rohan durante una misión diplomática en Alemania e Italia. Cuando el rey intentó hacer de Mayerne su primer médico, la reina se opuso a la decisión porque Mayerne se negó a convertirse al catolicismo. Mayerne continuó en su puesto inferior hasta 1606, cuando se lo vendió a otro médico.
En ese momento, continuó su asociación con du Chesne y el círculo de hermetistas que había crecido a su alrededor. Esos devotos de Paracelso pensaban que estaban reviviendo la sabiduría de los míticos filósofos naturales pre-platónicos, hombres conocidos como «prisci theologi» que incluían a Zoroastro y Hermes Trismegisto. La naturaleza alquímica de sus experimentos fue fuertemente contestada por los galenistas en la Universidad de París.
En el mismo año visitó brevemente Inglaterra por invitación y se reunió con Jacobo I. Se convirtió en médico de Ana de Dinamarca y se incorporó a Oxford el 8 de abril de 1606. Probablemente pasó los años siguientes de regreso en Francia. La negativa de Mayerne a abandonar su fe protestante cada vez le ocasionaba más perjuicios, y tras el asesinato de Enrique IV en 1610, decidió establecerse en Inglaterra.

### En Inglaterra

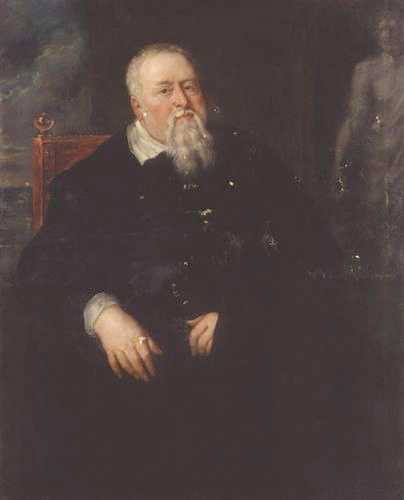
Sir Théodore Turquet de Mayerne, retrato der Rubens hacia 1630.

En 1611, Mayerne se convirtió en «premier médecin» (primer médico) del rey Jacobo I y de la reina, así como de muchos miembros de la familia real y de la corte, entre ellos el príncipe de Gales Enrique Estuardo y Robert Cecil. Su incapacidad para curar a estos dos pacientes famosos y el escándalo que rodeó el asesinato de su amigo, el poeta Thomas Overbury, hicieron que sus primeros años en Inglaterra fuesen muy dolorosos. Sin embargo, a veces fue enviado en misiones diplomáticas a Francia. 
En 1616, Mayerne fue elegido fellow (miembro) del Royal College of Physicians. Participó en la redacción de Pharmacopoeia Londonensis, publicada en 1618, la que era la primera farmacopea del reino, en la que introdujo el calomelano y otros remedios químicos. Ayudó a conseguir que la Society of Apothecaries (Sociedad de Boticarios) pudiera obtener una carta real, distinta de la de los Grocers (tenderos). Defendió con éxito el esfuerzo para producir la primera farmacopea oficial, que especificaría los tratamientos que los boticarios deberían proporcionar para enfermedades específicas e incluyó remedios químicos, que fueron más fáciles de introducir en la Inglaterra protestante que en la Francia católica. También participó en la fundación de la Company of Distillers (Compañía de Destiladores). El rey le hizo caballero en 1624. El año siguiente visitó brevemente Suiza, donde compró el señorío de Aubonne. Después de la llegada al trono de Carlos I en 1625, Mayerne conservó su puesto de «premier médecin» del rey.

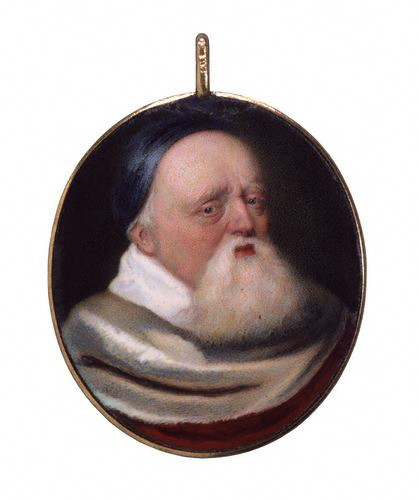
Turquet de Mayerne, por Jean Petitot, ca. 1640.

En 1628 murió su esposa, Marguerite de Boetslaer, con quien había tenido tres hijos. Cuando Peter Paul Rubens fue a Gran Bretaña en 1629, enviado por Felipe IV, para sentar las bases de una alianza entre España e Inglaterra, se encontró con Mayerne, quien le encargó un retrato. En 1630, Mayerne se casó con Elizabeth Joachimi con quien tendría cinco hijos, de los cuales solo uno sobrevivió. Cuando la peste de 1630 llegó a Londres (en 1630), Mayerne buscó formas de prevenir y vencer a la epidemia. En 1631, escribió un informe dirigido a Carlos I, que recomendaba la creación de un Office of Health (Ministerio de la Salud) al que serían remitidos los informes sobre casos de contagio, con hospitales reales gratuitos, funcionarios entrenados y poder regulatorio para tomar medidas restrictivas sobre el movimiento de personas y ayudar a los más desfavorecidos.
Además de sus funciones médicas, Mayerne estuvo interesado en la química. Trabajó con pintores, como Jean Petitot, para desarrollar nuevos pigmentos como el púrpura y perfeccionó las placas de cobre que soportaban la pasta de esmalte para pintar. Compiló el llamado «manuscrito de Mayerne» entre 1620 y 1646 basado en conversaciones con pintores (y otros), que incluye contribuciones de Rubens, van Dyck, Mytens, Paul van Somer, y Cornelius Johnson.
Descubrió que se liberaba un gas inflamable cuando se vierte el «huile de vitriol» (aceite de vitriolo) diluido sobre hierro. Este descubrimiento del hidrógeno, mucho antes que el de Robert Boyle en 1673, se describe en su libro Opera medica, complectentia consilia, epistolas et observationes, pharmacopeam, variasque medicamentorum formulas.
También le interesaba la zoología. En 1634, escribió la introducción y logró publicar uno de los primeros tratados publicados sobre entomología, en preparación durante muchos años (y generalmente atribuido a Thomas Muffet), bajo el título Insectorum, sive minimorum animalium Theatrum: Olim ab Edoardo Wottono, Conrado Gesnero, Thomaque Pennio inchoatum: Tandem Tho. Moufeti Londinâtis operâ sumptibusque maximis concinnatum, auctum, perfectum: Et ad vivum expressis Iconibus suprà quingentis illustratum. Londini ex Officinâ typographicâ Thom. Cotes. Et venales existentes apud Benjam. Allen, en el divertículo, quod Anglicè dicitur Popes-head Alley .
Durante la primera revolución inglesa, entre 1641 y 1649, Mayerne mantuvo un perfil bajo en la práctica médica en Londres y conservó el favor del parlamento. Después de la ejecución de Carlos I en 1649, se convirtió en el "primer médico" de Carlos II, pero pronto se retiró y se mudó al distrito de Chelsea en Londres. Fue allí donde murió el 22 de marzo de 1654 o 1655 (según las fuentes). Reposa en St Martin-in-the-Fields con la mayoría de los miembros de su familia. Su ahijado, sir Theodore des Vaux, le hizo construir un monumento y publicó las notas médicas de Mayerne en el libro Praxeos Mayernian en 1690.

## Posteridad
Entre las posesiones de Mayerne, después de su muerte, había una gran cantidad de publicaciones médicas y de manuscritos, incluyendo notas detalladas, en francés y latín, sobre sus pacientes, desde John Donne a Oliver Cromwell Sus papeles ahora están en manos del Royal College of Physicians (Real Colegio de Médicos).
Su influencia en la práctica de la medicina ahora es ampliamente reconocida, incluida la estandarización de los remedios químicos y el primer intento de socialización de la medicina en Inglaterra.
Su visión «paracelsiana», que consideraba al mundo como «rico de secretos químicos que esperan ser explotados», lo llevó a concebir proyectos para mejorar las minas de carbón escocesas, para reabrir las minas de plomo en Europa y monopolizar los cultivos de ostras. Experimentó con la química y la física, creó pigmentos y cosméticos e introdujo el calomelano para uso médico y creó "black-wash" (lotio nigra). También lo llevó a interesarse por la cocina, y se volvió obeso en los últimos años.

## Obras
- Apologia in qua videre est inviolatis Hippocratis [et] Galeni legibus, remedia Chymice preparata, tuto usurpari posse, ad cuiusdam anonymi calumnias Responsio. Rupellae, 1603. OCLC 257480758
- Sommaire description de la France, Allemagne, Italie & Espagne… Rouen, I. Petit, 1604. OCLC 63673748
- La suite de la Guide des chemins tant de France, d'Espagne, Italie, & autres pays… Lyon, 1610. OCLC 57464094
- Pictoria sculptoria & quae subalternarum artium, 1620 OCLC 192437532
- The true picture and relation of Prince Henry…, en Leyden, impreso por VVilliam Christian, 1634. OCLC 222204241
- Histoire generale d'Espagne:… París: Chez Sanuel Thiboust, 1635. OCLC 55274051
- The distiller of London…, Londres, Richard Bishop, 1639. OCLC 14302599
- King Charles ye First his physick books, [ca. 1645-1655]. 1645. OCLC 52744383
- Praxeos mayernian in morbis internis prcipue gravioribus & chronicis syntagma, ex adversariis, consiliis ac epistolis ejus, summa cura ac diligentia concinnatum., Londini : Impensis Sam. Smith..., 1690. OCLC 270546005
  - La pratique de medecine, Lyon: Anisson & Posuel, 1693. OCLC 20466213
- Opera medica, complectentia consilia, epistolas et observationes, pharmacopeam, variasque medicamentorum formulas, Londres, R.E., 1700. OCLC 27967487